# Солхейм, Эрик
Эрик Солхейм (норв. Erik Solheim; род. 18 января 1955, Осло, Норвегия) — норвежский политический деятель, представлявший Социалистическую левую партию (СЛП). Министр окружающей среды с 2007 по 2012 и министр международного развития с 2005 по 2012. Получил известность как норвежский эмиссар и главный международный посредник в мирных переговорах в Гражданской войне на Шри-Ланке.

## Биография
Родился в семье юристки и работника типографии. Окончив Кафедральную школу Осло, был призван в Королевские военно-воздушные силы Норвегии. В 1974—1975 годах служил в противовоздушной обороне на базе Будё. Изучал историю, социологию и политологию в Университете Осло, который окончил в 1980 году. В студенческие годы стал активистом левого движения, в 1977—1980 возглавлял «Социалистическую молодёжь» при Социалистической левой партии. В 1985—1987 занимал должность партийного секретаря СЛП, в 1987 году избран председателем партии, сменив Тео Коритзинского.

## Руководство Социалистической левой партией
Став популярной фигурой в норвежской политике, на парламентских выборах 1989 года Солхейм был избран в Стортинг от Сёр-Трёнделага, а его партия показала лучшие на тот момент электоральные результаты, получив 17 депутатских мандатов при 10,1 % голосов. В последующем, в результате выборов 1993 и 1997 годов Солхейм представлял в норвежском парламенте один из округов Осло. Однако успехи СЛП под началом Солхейма начали тускнеть, а сам лидер партии всё чаще подвергался критике за движение «вправо», вызванное стремлением войти в правительственную «красно-зелёную» коалицию с Норвежской рабочей партией и Партией центра. Под влиянием референдума 1994 года о вхождении в Европейский Союз часть электората СЛП перекочевала к Партии центра, возглавившей кампанию за голосование «против». Трения между левым и правым крылом партии нарастали, и в 1997 году Солхейм покинул пост председателя СЛП. На общенациональном партийном съезде 3-5 мая 1997 года на его место была избрана Кристин Халворсен.

## Миротворческая деятельность на Шри-Ланке

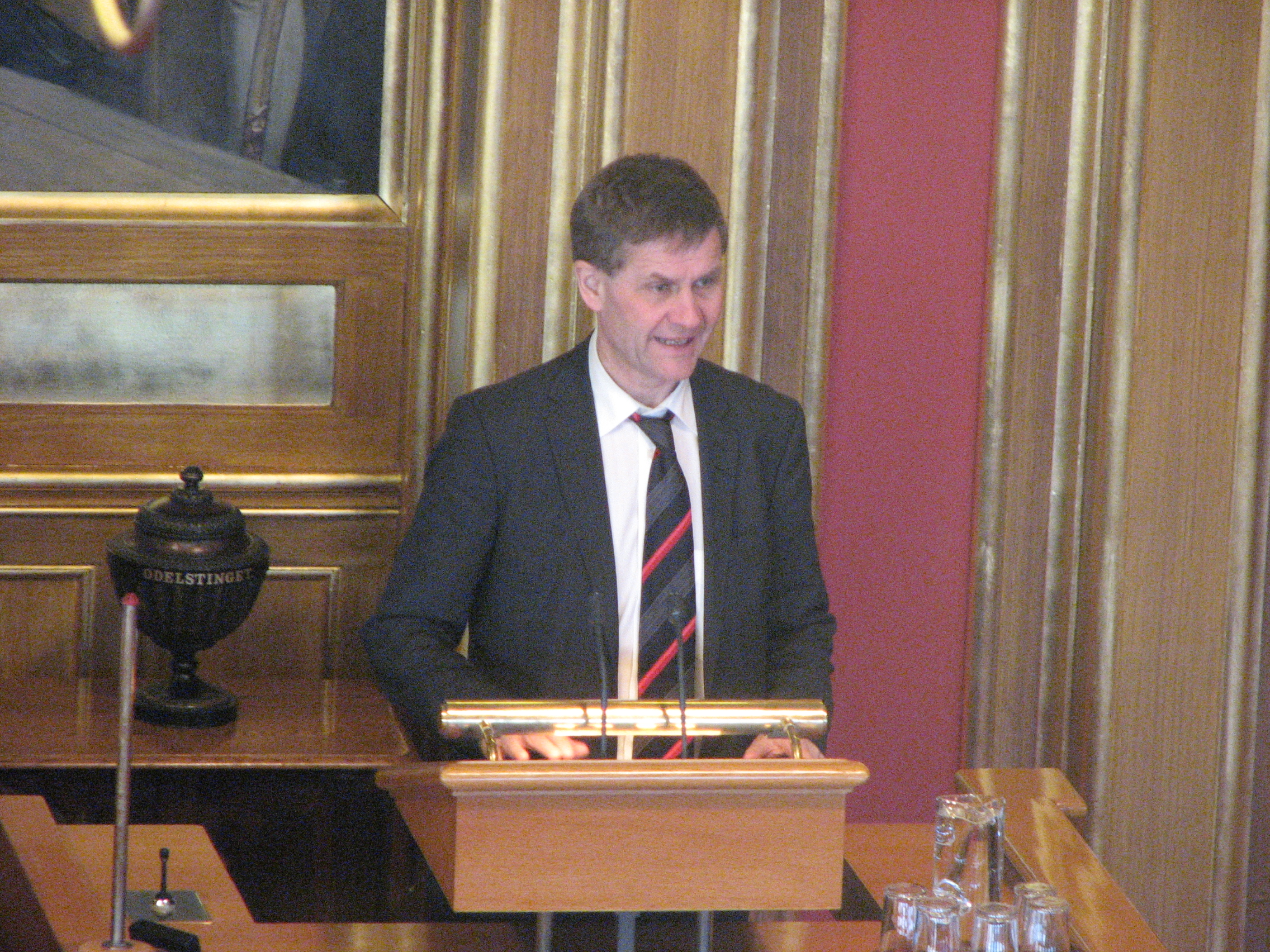
Эрик Солхейм в Стортинге

После 11 лет в парламенте весной 2000 года Солхейм был назначен специальным советником Министерства иностранных дел Норвегии по ситуации на Шри-Ланке, где его страна пыталась выступать посредником в мирных переговорах между правительством и Тиграми освобождения Тамил-Илама. Он стал представителем мирового сообщества в налаживании мирного процесса в условиях гражданской войны на острове. В 2002 году при посредничестве Солхейма было достигнуто перемирие, закончившее третью фазу гражданской войны в Шри-Ланке. С 2002 по 2006 годы норвежский дипломат занимался челночной дипломатией, попеременно посещая Коломбо и базу тамильських повстанцев в Килиноччи.
17 октября 2005 года Солхейм был назначен министром международного развития во втором кабинете социал-демократического премьер-министра Йенса Столтенберга. Таким образом, он смог продолжить свою посредническую деятельность в новом качестве.
К январю 2006 года ситуация на Шри-Ланке резко ухудшилась. Солхейм встретился с министром иностранных дел Шри-Ланки и заместителем госсекретаря США Николасом Бёрнсом, после чего провёл переговоры с президентом Шри-Ланки Махиндой Раджапаксе и отправился на север острова, к лидеру ТОТИ Велупиллаи Прабхакарану и Антону Балансингаму, главному переговорщику с тамильской стороны. СМИ оценили роль визита Солхейма как ключевую для сохранения перемирия.
12 сентября 2006 года Солхейм объявил, что власти Шри-Ланки и ТОТИ согласились на «безоговорочные переговоры», которые предстояло провести в Осло в следующем месяце. Однако вслед за этим обе стороны объявили, что не собираются вести переговоры в предложенном формате, а пресс-секретарь ланкийского правительства обвинил Норвегию в принятии решений вместо суверенной страны.
В конечном итоге, попытки долгосрочного миротворчества Солхейма успехом не увенчались, и правительство Раджапаксе возобновило боевые действия против тамильских сепаратистов, проведя Четвёртую Иламскую войну. С 2010 года двусторонними отношениями между Норвегией и Шри-Ланкой занимается уже министр иностранных дел Йонас Стёре, но Солхейм продолжает участвовать в восстановлении отношений между сингальской и тамильской общиной на острове. Так, после военной победы правительственных сил над ТОТИ в 2009 году он продолжает поднимать вопросы соблюдения прав человека и меньшинств, настаивая, что «Шри-Ланка далека от установления мира», «конфликт не разрешён», а «власти Шри-Ланки должны быть щедрыми в отношении тамильского мирного населения, предоставить ему автономию». В январе 2011 года Солхейм предложил себя в качестве «партнёра в диалоге» между властями Шри-Ланки и эмигрантскими общинами в изгнании (подразумевается тамильская диаспора, в основном находящаяся в Канаде, продолжающая требовать независимость Тамил-Илама) для окончательного примирения.

## В международных организациях
Покинув пост министра в 2012 году, остался советником министерства иностранных дел. В 2013—2016 годах возглавлял Комитет содействия развитию Организации экономического сотрудничества и развития, а затем был назначен исполнительным директором Программы ООН по окружающей среде (в 2016—2018 годах).
После ухода из правительства постепенно отошёл от Социалистической левой партии. На местных выборах 2015 года был стратегическим советником Партии зелёных.

## Награды
В 2009 году Эрик Солхейм был отмечен Программой ООН по окружающей среде как «Чемпион Земли» за вклад в защиту окружающей среды и борьбу с климатическими изменениями.